# Comoé (fiume)
Il Comoè (o Komoé) è un fiume del Burkina Faso e della Costa d'Avorio. 

## Percorso
Il corso d'acqua nasce in Burkina Faso e riceve il fiume Lèraba. Per una parte del proprio tratto, segna il confine tra i due stati per poi entrare definitivamente in Costa d'Avorio, nei pressi della città di Ferkè. Il fiume entra nel lago Ébrié, successivamente sfocia nel golfo di Guinea. Lungo il suo corso si formano le Cascate di Karfiguela.
La lunghezza totale del fiume è di circa 759 km e, lungo il suo corso, vi è un'importante zona ripariale che ha contribuito a sviluppare una ricca fauna. L'acqua del fiume riveste un'importante risorsa idrica per l'agricoltura dei paesi attraversati. Nel nord del tratto coperto in Costa d'Avorio, il fiume fa parte del parco nazionale del Comoé, sito tutelato dall'UNESCO come patrimonio dell'umanità.